# Sainte-Agnès (Alpi Marittime)
Sainte-Agnès (in italiano, desueto, Sant'Agnese; in occitano Sant Anh), è un comune francese di 1 351 abitanti situato nel dipartimento delle Alpi Marittime nella regione della Provenza-Alpi-Costa Azzurra. Il villaggio, databile all'XI secolo, è considerato uno dei borghi medievali più belli della Francia.

## Geografia fisica
Il territorio di Sainte-Agnès è articolato su alture di confine tra Francia e Italia, a 800 metri di altezza sul golfo di Mentone e distinguendosi per questo come uno dei borghi litorali più elevati in Europa. Il territorio comunale corrisponde alle sorgenti del torrente Borrigo che poi scende a Mentone.

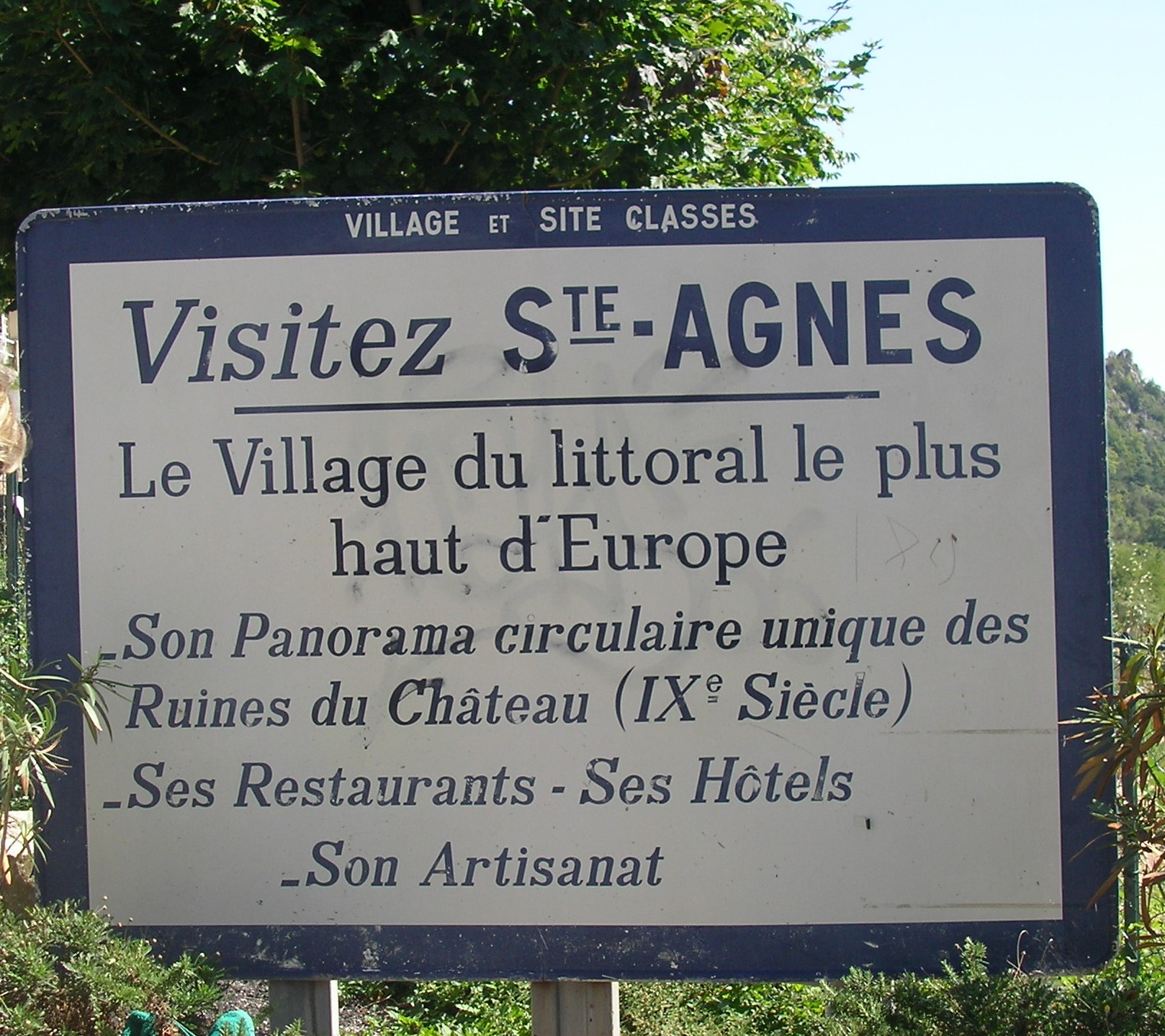
Cartello indicatore all'ingresso del villaggio

## Origini del nome
Secondo la tradizione, il nome di Sant'Agnese pervenne al borgo omonimo dal nome di una principessa italiana che qui trovò rifugio in fuga dopo una violenta tempesta che l'aveva portata a soggiornare in una grotta non lontana dal villaggio dato che la sua nave era andata distrutta.

## Storia
L'abitato iniziò a svilupparsi attorno al XII secolo quando venne costruita la locale fortezza (rasa al suolo nel Seicento per ordine di Luigi XIV e già sorta sulle fondamenta di un castrum romano), oggetto di molte controversie tra i conti di Ventimiglia, la casa d'Altavilla, la casa di Candiee dei conti di Provenza, i Savoia e persino i Grimaldi. La questione si risolse a favore dei Savoia che annetterono ai loro domini il villaggio nel 1388. Nel 1617 vennero inaugurati i primi registri parrocchiali. Nel 1860 il paese di Sant'Agnese viene annesso alla Francia con tutta la Contea di Nizza.
Nel 1932 il governo francese diede inizio alla costruzione di un forte scavato nella roccia dotato di grandi pezzi d'artiglieria. La costruzione del forte si concluse nel 1936 e complessivamente la struttura occupava una superficie di 2.000 m², potendo alloggiare 300-400 uomini per un periodo di 3 mesi in totale autosufficienza. Il forte rappresentava l'ultimo collegamento prima del mare della linea Maginot e contribuì ad arrestare l'avanzata delle truppe italiane verso la Francia.

## Società

### Evoluzione demografica
Abitanti censiti

### Lingue e dialetti
Gli abitanti parlano il mentonasco, un dialetto ligure di transizione tra il ligure e l'occitano

## Galleria d'immagini

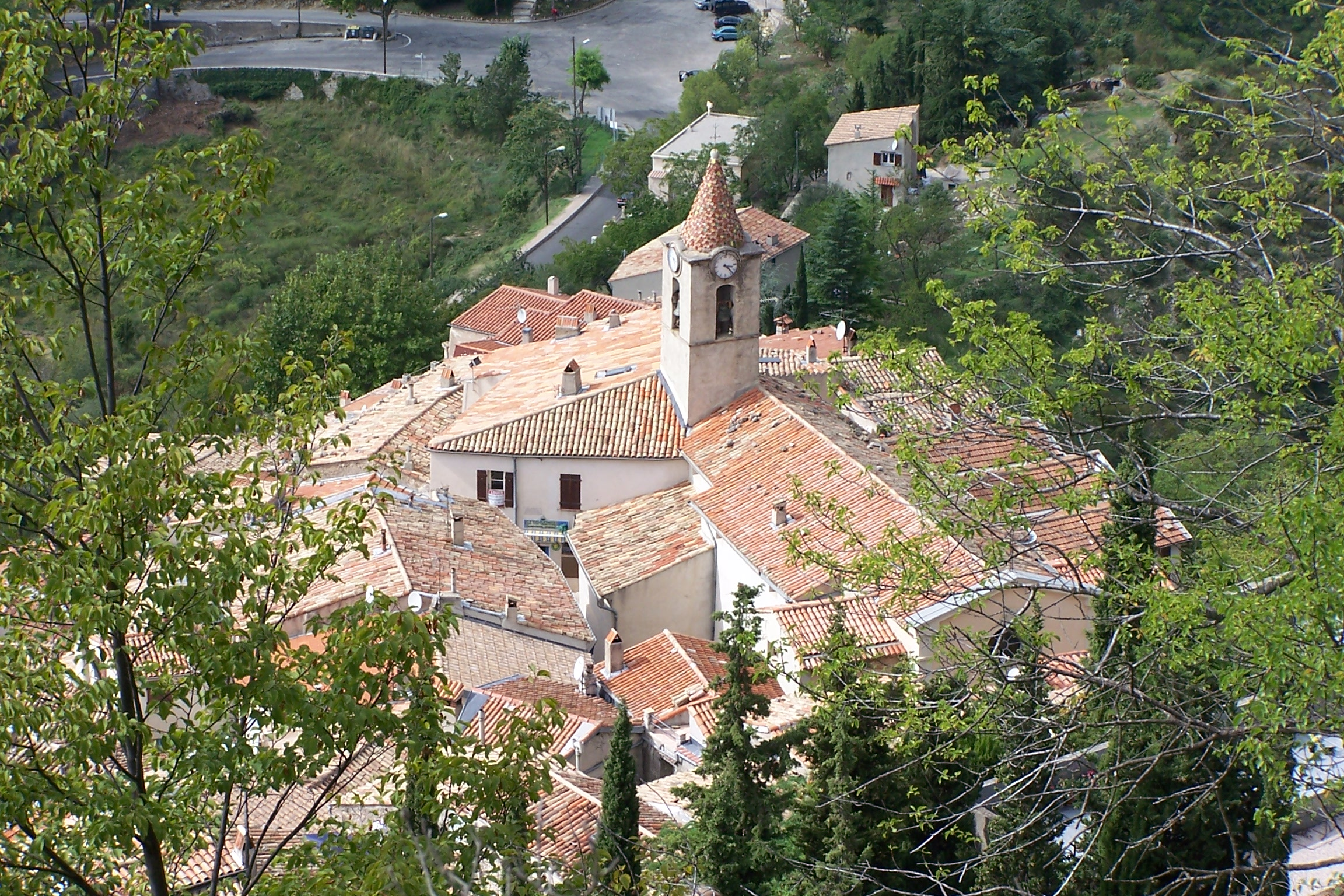
Il campanile della chiesa parrocchiale
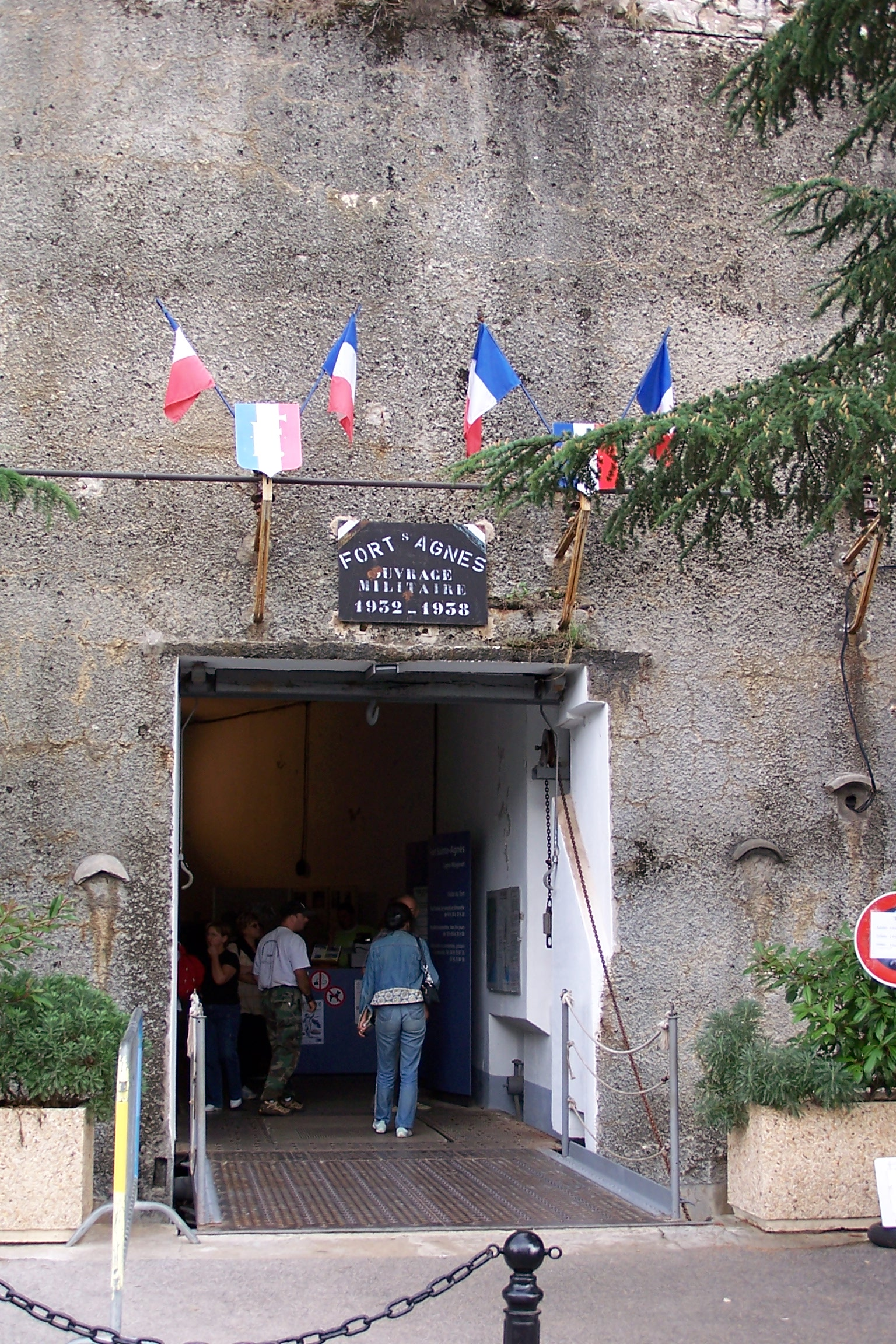
Ingresso al forte
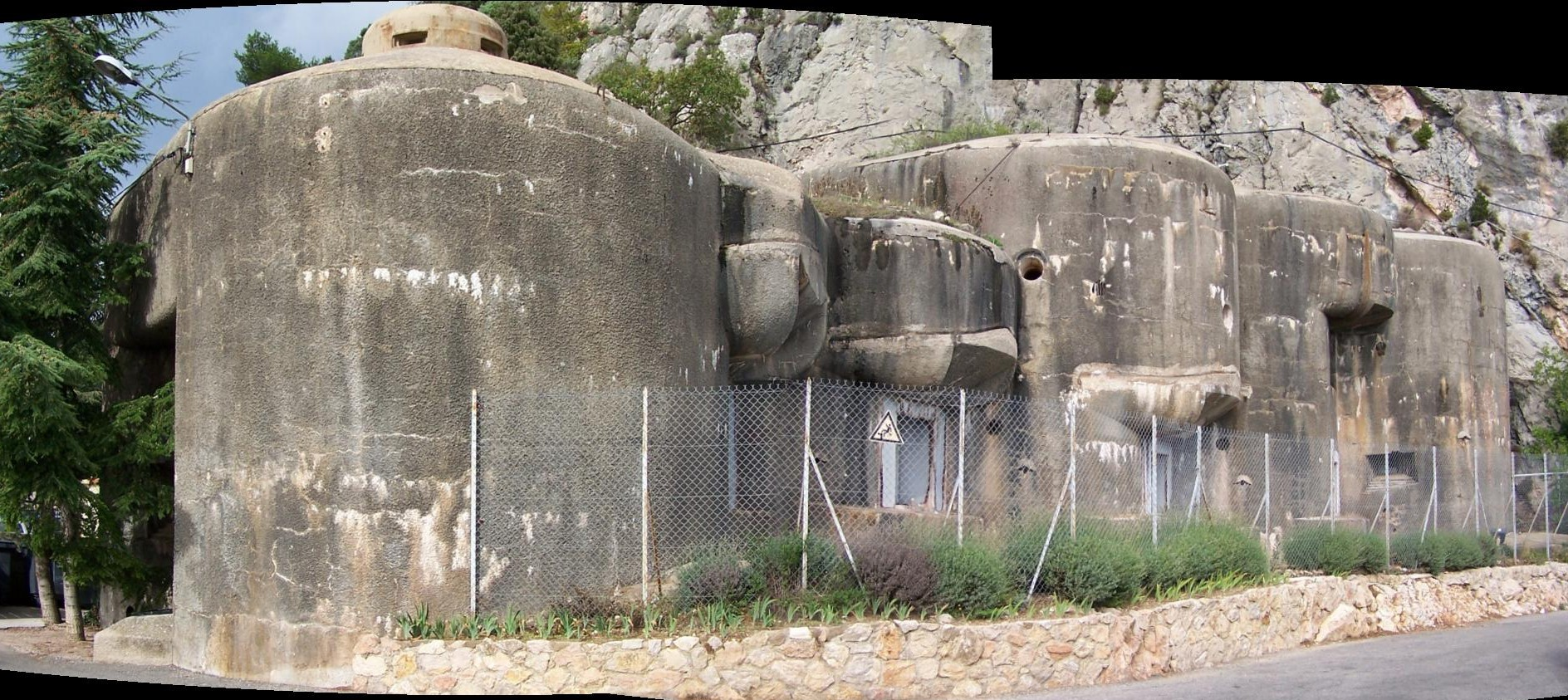
Il forte dall'esterno
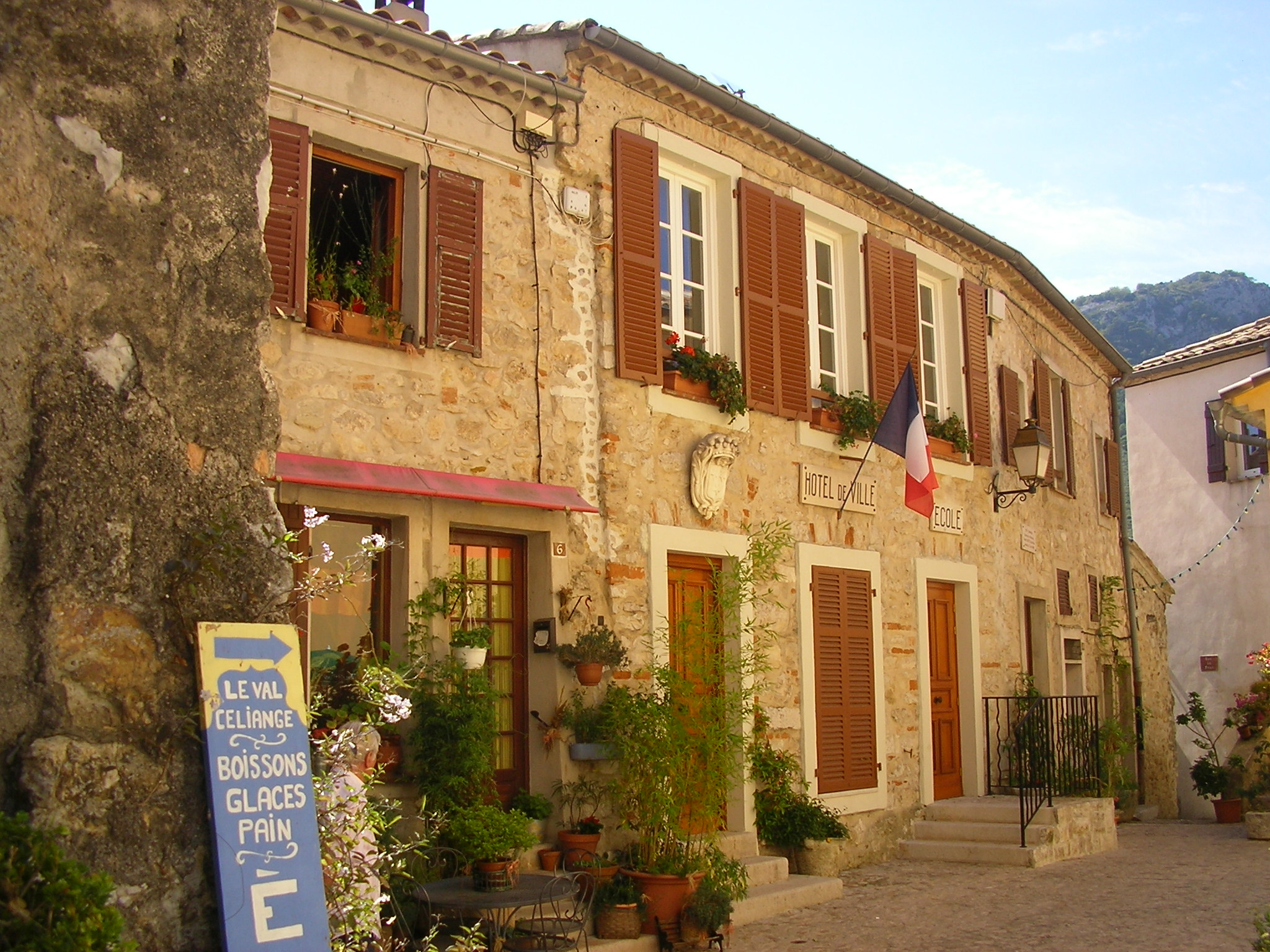
L'Hotel de Ville
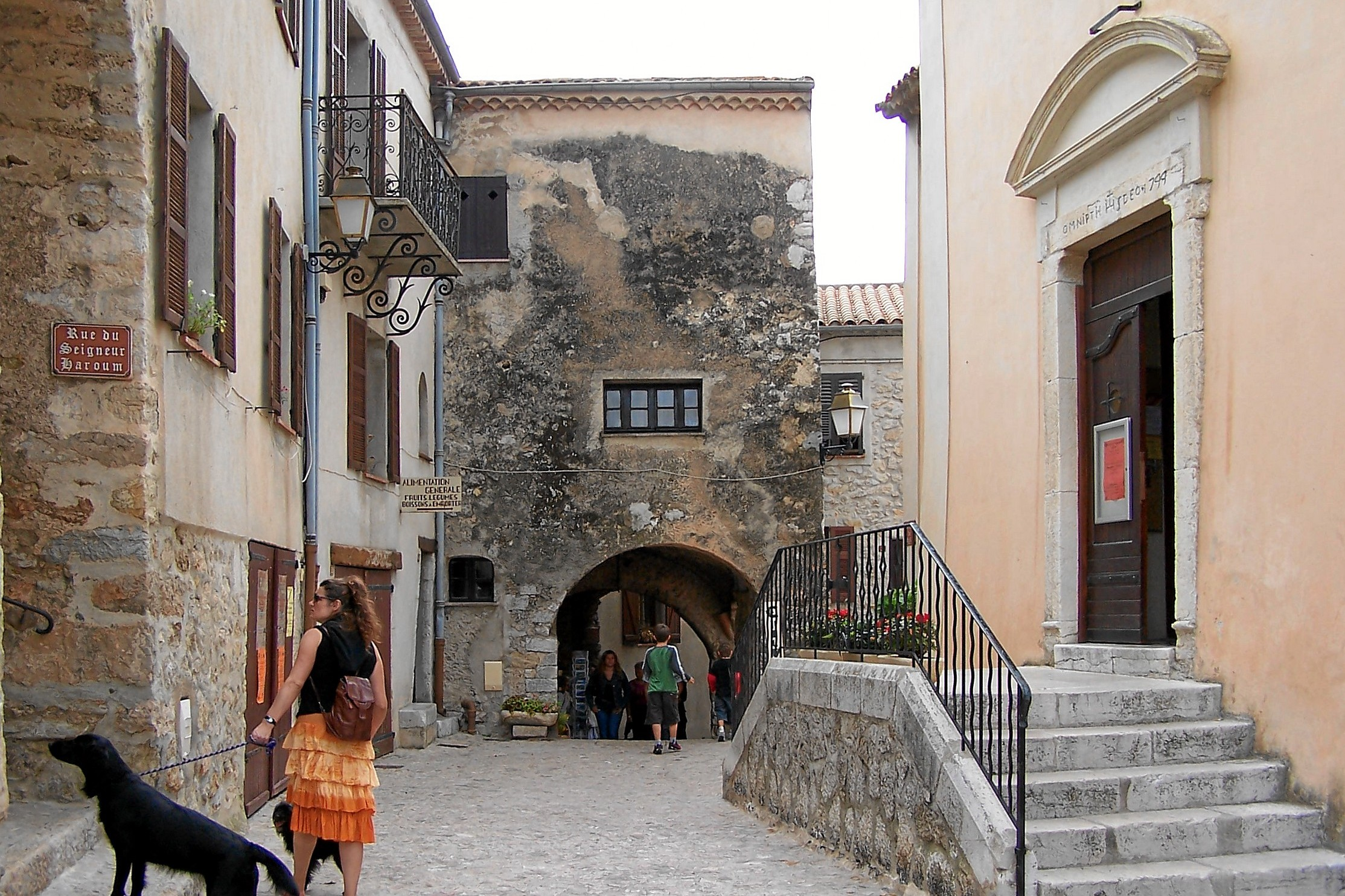
Tratti cittadini del borgo medievale
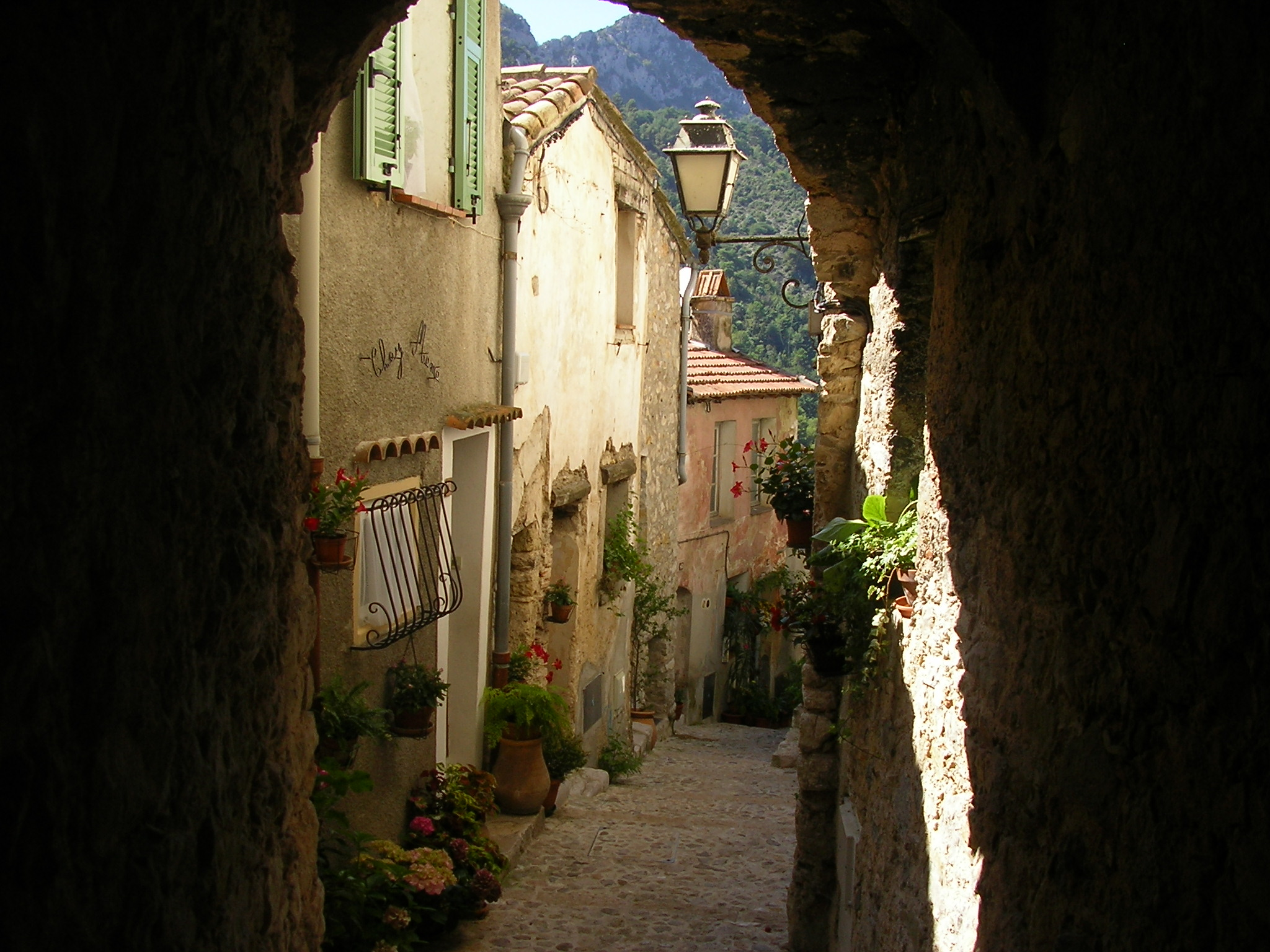
Via pittoresca del borgo
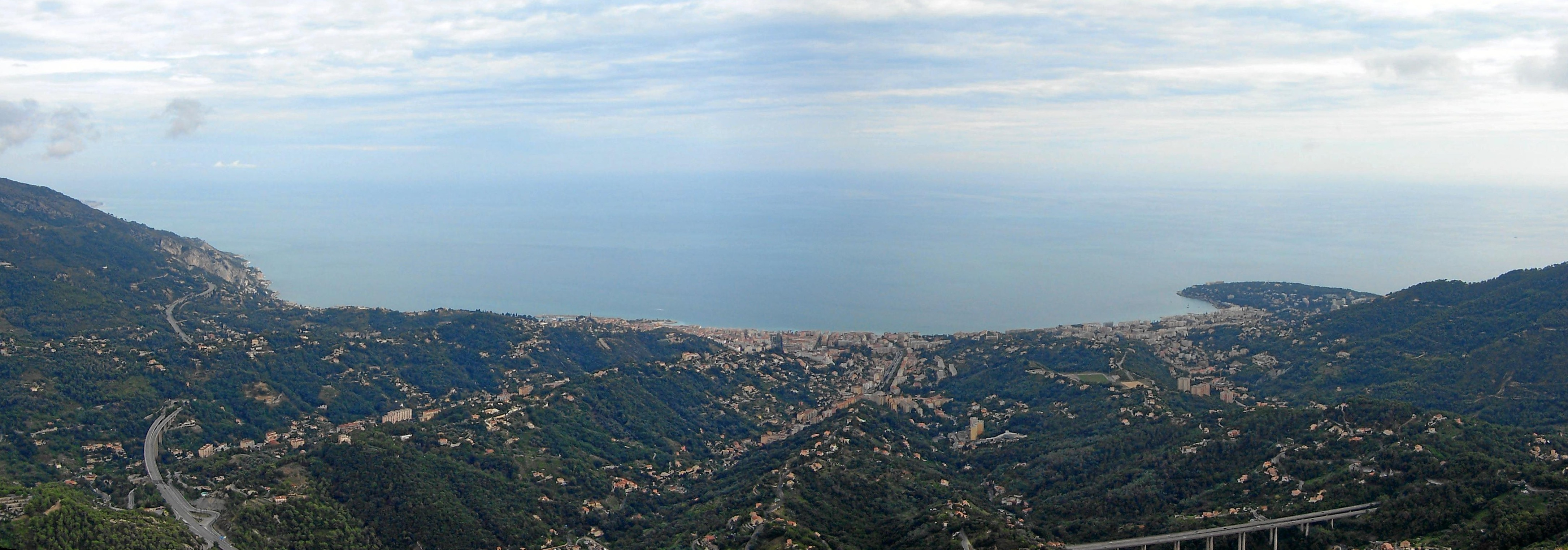
Panorama sul golfo